# Müller-Gang-Persistenzsyndrom
Beim Müller-Gang-Persistenzsyndrom (engl. PMDS = Persistent müllerian duct syndrome) bleiben bei einem Mann, der ansonsten normale Genitalien aufweist, die Müller’schen Gänge bestehen. Der Grund ist entweder eine Strukturanomalie oder ein Mangel an Anti-Müller-Hormon (AMH) bzw. seines Rezeptors AMHRII.
Betroffene Individuen haben normal entwickelte männliche Geschlechtsorgane, besitzen aber außerdem weibliche Organe und Gewebe, die sich von den Müllerschen Gängen ableiten. Dies führt in den meisten Fällen zu Unfruchtbarkeit.